# Januar 2016
Portal Geschichte | Portal Biografien | Aktuelle Ereignisse | Jahreskalender | Tagesartikel

◄ |
20. Jahrhundert |
21. Jahrhundert

◄ |
1980er |
1990er |
2000er |
2010er
| 2020er | 2030er | 2040er

◄ |
2012 |
2013 |
2014 |
2015 |
2016
| 2017 | 2018 | 2019 | 2020 | ►

◄ |
Oktober 2015 |
November 2015 |
Dezember 2015 |
Januar 2016 |
Februar 2016 |
März 2016 |
April 2016 |
►
Dieser Artikel behandelt tagesbezogene Nachrichten und Ereignisse im Januar 2016.

## Tagesgeschehen

### Freitag, 1. Januar 2016

Logo der niederländischen EU-Ratspräsidentschaft

- Berlin/Deutschland: Deutschland übernimmt die Präsidentschaft der Organisation für Sicherheit und Zusammenarbeit in Europa (OSZE).[1]
- Berlin/Deutschland: Die am 3. Dezember 2015 von der Innenministerkonferenz in Koblenz beschlossene ausführliche Einzelfallprüfung des Asylantrages mit persönlicher Anhörung tritt für Asylbewerber aus Syrien, dem Irak, Afghanistan und Eritrea aus Sicherheitsgründen wieder in Kraft.[2]
- Bern/Schweiz: Johann Schneider-Ammann tritt das Amt des Bundespräsidenten der Schweizerischen Eidgenossenschaft turnusgemäß an.[3]
- Den Haag/Niederlande: Die Niederlande übernehmen die EU-Ratspräsidentschaft.[4]
- Kiew/Ukraine: Das Freihandelsabkommen zwischen der Ukraine und der Europäischen Union tritt in Kraft.[5]
- Köln/Deutschland: Nahe dem Kölner Hauptbahnhof kommt es in der Silvesternacht zu sexuellen Übergriffen auf Frauen, Raubdelikten sowie Körperverletzungen. Die eigentlich zuständigen Behörden erfahren erst durch spätere Anzeigen von den Vorfällen, die vor allem von alkoholisierten Männern ausgegangen sein sollen.[6]
- München/Deutschland: Wegen einer Terrorwarnung vor vermutlich zwei Selbstmordattentätern mit islamistischem Hintergrund werden der Münchner Hauptbahnhof und der Bahnhof Pasing vorsorglich gesperrt.[7]
- New York/Vereinigte Staaten: Ägypten, Japan, der Senegal, die Ukraine und Uruguay werden neue nichtständige Mitglieder im Sicherheitsrat der Vereinten Nationen.[8]
- Paris/Frankreich: Die 2015 beschlossene Reform der französischen Regionen tritt in Kraft. Statt bisher 22 Regionen gibt es künftig nur noch 13.[9]
- Tel Aviv/Israel: Bei einer Schießerei in einer Bar werden zwei Menschen getötet und sieben weitere verletzt. Die Tat gilt als weiterer Zwischenfall im israelisch-palästinensischen Konflikt, der sich seit Monaten zuspitzt.[10]
- Wien/Österreich: Das 76. Neujahrskonzert der Wiener Philharmoniker wird in über 90 Ländern der Welt ausgestrahlt, erstmals übertragen wird es in Brasilien, Pakistan und Vietnam.[11]

### Samstag, 2. Januar 2016
- Pathankot/Indien: Fünf Kämpfer der islamistischen Jaish-e Mohammed greifen den Luftwaffenstützpunkt im Bundesstaat Punjab nahe der Grenze zu Pakistan an. Während des folgenden 13-stündigen Feuergefechtes werden alle Angreifer und drei Luftwaffensoldaten getötet.[12][13]
- Riad/Saudi-Arabien: Am Morgen werden 47 zuvor wegen Mitgliedschaft in terroristischen Organisationen und Ausführung krimineller Verschwörungen Verurteilte hingerichtet, unter ihnen der schiitische Geistliche Nimr al-Nimr. Das iranische Außenministerium hatte die saudi-arabische Regierung im Zuge der Verurteilung al-Nimrs davor gewarnt, das Todesurteil gegen diesen auszuführen, da das Königshaus sonst „einen hohen Preis zahlen“ würde.[14][15] Die Agentur SPA veröffentlicht die Liste der 47 von Saudi-Arabien Exekutierten.
- Riad/Saudi-Arabien: Die Militärallianz unter Führung Saudi-Arabiens, die zur Unterstützung der jemenitischen Regierung unter Abed Rabbo Mansur Hadi gegründet wurde, hebt die im Dezember 2015 unter Vermittlung der Vereinten Nationen vereinbarte Waffenruhe mit den Huthi-Rebellen auf.[16]
- Vatikanstadt: Der Heilige Stuhl setzt seine diplomatischen Beziehungen mit dem Staat Palästina anstelle der Palästinensischen Befreiungsorganisation (PLO) fort. Ein Ende Juni 2015 unterzeichnetes Abkommen zwischen Palästina und dem Vatikan sei nun in Kraft getreten.[17][18]

### Sonntag, 3. Januar 2016
- Burns/Vereinigte Staaten: Im Harney County im US-Bundesstaat Oregon besetzen Dutzende zum Teil bewaffnete Angehörige einer Bürgerwehr das Hauptverwaltungsgebäude des Naturschutzgebietes Malheur National Wildlife Refuge. Grund für den Protest sei die Verurteilung zweier Rancher zu je vier Jahren Haft, da ihnen vom Bureau of Land Management (BLM) angelastet wird, auf dem Land der Bundesregierung ein Feuer gelegt zu haben, um Spuren von Wilderei zu verwischen. Die im Park Protestierenden bezeichnen die staatliche Vorgehensweise und Verurteilung der Beschuldigten als „Machtmissbrauch der Behörden“ und nennen andere Gründe, die das Legen des Feuers rechtfertigten.[19]
- London/Vereinigtes Königreich: Der Schotte Gary Anderson gewinnt das Finale der PDC World Darts Championship 2016.[20]
- Pune/Indien: Mehrere zehntausend Anhänger der radikal-hinduistischen Freiwilligenbewegung Rashtriya Swayamsevak Sangh (RSS) nehmen an einer Großkundgebung teil, die als Machtdemonstration der politisch zunehmend einflussreicher werdenden Organisation gilt.[21][22]
- Silopi/Türkei: Bei einem der verbotenen Arbeiterpartei PKK geltenden Militäreinsatz durch türkische Streitkräfte kommen in der südöstlichen Kreisstadt mindestens 28 PKK-Kämpfer sowie ein Zivilist ums Leben. Der türkische Staatspräsident Recep Tayyip Erdoğan hatte der PKK in seiner Neujahrsansprache den Kampf angesagt.[23][24]
- Teheran/Iran: Die saudi-arabische Botschaft wird von einer gewalttätigen Menschenmenge gestürmt und in Brand gesteckt. Daraufhin bricht Saudi-Arabien die diplomatischen Beziehungen zum Iran ab. Auch im irakischen Gouvernement Wasit und im indischen Bundesstaat Jammu und Kashmir gibt es Demonstrationen und Ausschreitungen.[25][26][27]

### Montag, 4. Januar 2016

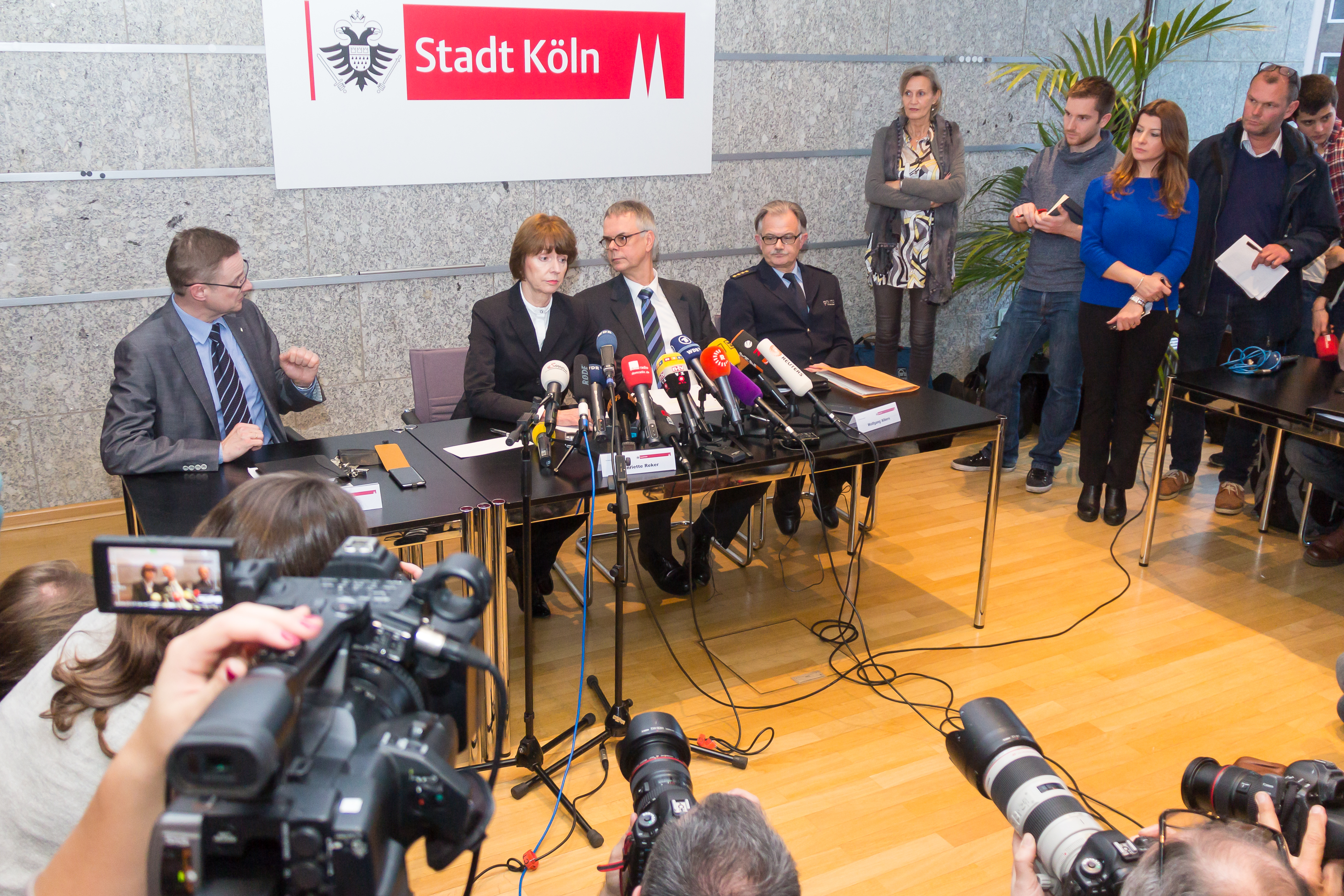
Pressekonferenz mit Kölns Oberbürgermeisterin Henriette Reker und Polizeipräsident Wolfgang Albers

- as-Sidr/Libyen: Die Terrororganisation Islamischer Staat greift den größten Ölhafen des Landes an. Der libyschen Luftwaffe und Wachpersonal der vor Ort eingesetzten Petrol Facilities Guard (Ibrahim-al-Jathran-Miliz) gelingt das Zurückschlagen des Angriffs. Bei den Kämpfen kommen zwei Wachen sowie zehn IS-Kämpfer ums Leben.[28][29]
- Kabul/Afghanistan: Die Taliban verüben in der Hauptstadt zwei Selbstmordanschläge, bei denen eine Person getötet und 30 weitere verletzt werden. Einer der Anschläge soll einem Bundeswehr-Konvoi unter Brigadegeneral Michael Podzus gegolten haben. Die allgemeine Sicherheitslage verschlechtert sich zunehmend, zuletzt erfolgten auch Angriffe auf die spanische Botschaft in Kabul und das indische Konsulat in Masar-e Scharif.[30][31]
- Köln/Deutschland: Im Zuge mehrerer Missbrauchsvorwürfe am Vorplatz des Kölner Hauptbahnhofs berichtet Polizeipräsident Wolfgang Albers über erste Ergebnisse der Ermittlungsgruppe der Polizei Nordrhein-Westfalen. Dieser zufolge sollen am Silvesterabend aus einer Gruppe von bis zu 1000 Männern heraus zahlreiche Frauen umzingelt, bedrängt, sexuell berührt oder ausgeraubt worden sein. Der nordrhein-westfälische Innenminister Ralf Jäger (SPD) verurteilt die Übergriffe.[32]
- Kopenhagen/Dänemark: Um den Flüchtlingsandrang einzudämmen, führt Schweden Passkontrollen an der dänischen Grenze wieder ein. Auch Dänemark ordnet für zunächst zehn Tage stichprobenartige Kontrollen an der Grenze zu Deutschland an.[33]
- Manama/Bahrain: Das Königreich Bahrain als auch der Sudan folgen Saudi-Arabien und brechen die diplomatischen Beziehungen zum Iran ab. Die Vereinigten Arabischen Emirate reduzieren ihr Botschaftspersonal. Die Arabische Liga kommt am 10. Januar zu einer Dringlichkeitssitzung in Kairo zusammen.[34]
- Peking/China: Aufgrund schlechter Konjunkturdaten der Industrie fallen die Börsenkurse am Aktienmarkt, darunter der Leitindex CSI 300, rapide. Erstmals in ihrer Geschichte ordnen die Aufsichtsbehörden an, den gesamten Handel an den Börsen für den Rest des Tages auszusetzen.[35]
- Washington, D.C./Vereinigte Staaten: Infolge des Abgasskandals und wegen Verstoßes gegen den Clean Air Act reicht das US-Justizministerium eine Zivilklage vor einem Bundesgericht in Detroit (Michigan) ein, die den deutschen Automobilunternehmen Volkswagen, Audi und Porsche gilt.[36]

### Dienstag, 5. Januar 2016
- Ayvalık/Türkei: Am Strand der Küstenstadt werden mindestens 30 Leichen von Flüchtlingen angespült, die versucht hatten, mit Schlauchbooten auf die griechische Insel Lesbos überzusetzen. Ein Dutzend weiterer Menschen wird von der türkischen Küstenwache gerettet. Wegen des in dieser Region zurzeit stürmischen Meeres gilt eine Überfahrt als besonders gefährlich.[37]
- Zürich/Schweiz: Die Internationale Union für reine und angewandte Chemie (IUPAC) erkennt die Entdeckung der radioaktiven, künstlich erzeugten chemischen Elemente mit den Ordnungszahlen 113, 115, 117 und 118 mit Gültigkeit seit dem 30. Dezember 2015 offiziell an. Diese komplettieren damit die siebte Reihe im Periodensystem der Elemente.[38]

### Mittwoch, 6. Januar 2016

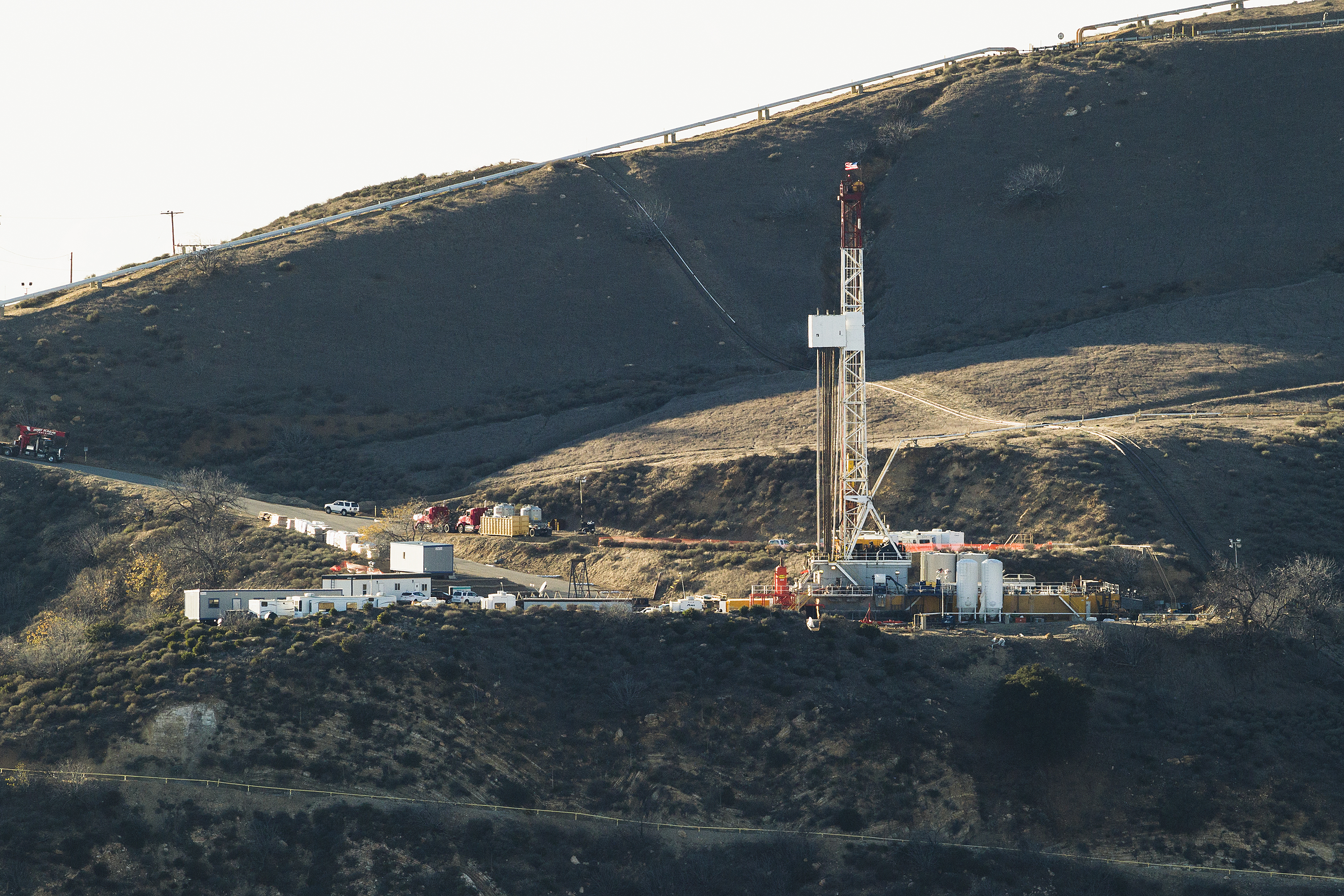
Leckagestelle des Aliso-Canyon-Gasspeichers in Kalifornien, USA

- Bischofshofen/Österreich: Mit dem Sieg in der Gesamtwertung gewinnt der Slowene Peter Prevc die 64. Vierschanzentournee vor dem Deutschen Severin Freund.[39][40]
- Los Angeles/Vereinigte Staaten: Der kalifornische Gouverneur Jerry Brown ruft für das Stadtviertel Porter Ranch im San Fernando Valley den Notstand aus. Grund dafür ist ein seit Oktober 2015 bestehendes Leck im unterirdischen Aliso-Canyon-Erdgasspeicher des Betreibers Southern California Gas Company (SoCal), aus dem stündlich bis zu 58 Tonnen Methan austreten.[41]
- Pjöngjang/Nordkorea: Das Staatsfernsehen berichtet über den ersten erfolgreichen Test einer Wasserstoffbombe auf dem Testgelände Punggye-ri in der Provinz Ryanggang-do. Der Sicherheitsrat der Vereinten Nationen in New York kommt zu einer Dringlichkeitssitzung zusammen.[42]

### Donnerstag, 7. Januar 2016
- South Tarawa/Kiribati: Bei den Parlamentswahlen gelingt es mehreren Ministern nicht, ihre Parlamentsmandate zu verteidigen.[43]
- Zliten/Libyen: Mindestens 70 Menschen, darunter zahlreiche Zivilisten, kommen ums Leben, als sich ein Selbstmordattentäter in einem mit Sprengstoff beladenen Lastwagen vor einem Ausbildungszentrum der libyschen Grenzpolizei in die Luft sprengt. Zudem werden mehr als 127 Personen verletzt.[44][45]

### Freitag, 8. Januar 2016
- Hurghada/Ägypten: Zwei Bewaffnete stürmen das Bella Vista Hotel & Resort im Vorort Sekalla und stechen mit Messern auf dort anwesende Touristen ein. Mehrere Personen werden leicht verletzt, ein Angreifer wird von Sicherheitskräften erschossen. Bereits am Vortag hatte sich ein ähnlicher Zwischenfall am Three Pyramids Hotel in Gizeh ereignet. Ägypten gerät zunehmend ins Visier verschiedener islamistischer Gruppierungen.[46][47]
- Incirlik/Türkei: Zwei deutsche Aufklärungsflugzeuge vom Typ Tornado Recce der Luftwaffe beginnen ihren ersten Einsatz im Kampf gegen die Terrororganisation Islamischer Staat (IS) in Syrien und im Irak.[48]
- Los Mochis/Mexiko: Staatspräsident Enrique Peña Nieto gibt die Festnahme des Drogenbosses El Chapo bekannt. Das Oberhaupt des Sinaloa-Kartells war im Juli 2015 durch einen Tunnel aus einem Hochsicherheitsgefängnis entkommen und seitdem auf der Flucht. Die US-amerikanische Drug Enforcement Administration (DEA) begrüßt das Vorgehen der mexikanischen Regierung.[49]
- München/Deutschland: Das Institut für Zeitgeschichte (IfZ) veröffentlicht die erste historisch-kritische und wissenschaftliche Ausgabe von Adolf Hitlers ideologischer Programmschrift Mein Kampf.[50]
- Regensburg/Deutschland: Der Sonderermittler des Bistums Regensburg und Opferanwalt Ulrich Weber veröffentlicht einen Zwischenbericht über Misshandlungen an 231 Kinder zwischen 1953 und 1992 bei den Regensburger Domspatzen. Weitere 50 Kinder sollen auch sexuell missbraucht worden sein.[51][52]

### Samstag, 9. Januar 2016
- al-Anbar/Irak: Das irakische Militär gibt den Tod des ranghohen IS-Militärkommandanten Assi Ali Mohammed Nasser al-Obeidi bekannt. Demnach kommt dieser bei einem Bombardement der irakischen Luftwaffe auf die Stadt Barwana ums Leben.[53][54]

### Sonntag, 10. Januar 2016
- Barcelona/Spanien: Der bisherige Bürgermeister von Girona, Carles Puigdemont, wird mit 70 zu 63 Stimmen bei zwei Enthaltungen zum neuen Präsidenten der Generalitat von Katalonien gewählt. Er soll das Verfahren für die Errichtung einer Republik Katalonien erfolgreich fortsetzen.[55]
- Kairo/Ägypten: Die Außenminister der Arabischen Liga verurteilen mit Ausnahme des Libanon die Erstürmung der saudischen Botschaft in der iranischen Hauptstadt Teheran. Der Iran rufe zudem religiöse Spannungen hervor und unterstütze Terrorgruppen. Die Erstürmung erfolgte während der Proteste gegen die Hinrichtung des schiitischen Geistlichen Nimr al-Nimr. Saudi-Arabien dominiert die Arabische Liga und den Golf-Kooperationsrat.[56]
- Razih/Jemen: Im jemenitischen Bürgerkrieg wird das Shiara Hospital der Organisation Ärzte ohne Grenzen (MSF) im Gouvernement Saʿda von einer Rakete getroffen und erheblich beschädigt. Fünf Personen sterben und mindestens zehn werden verletzt.[57]
- Van/Türkei: Die türkischen Streitkräfte melden erneut erhebliche Verluste der verbotenen Arbeiterpartei PKK in Ost- und Südostanatolien. Zwölf PKK-Kämpfer werden nach Armeeangaben in Van und 38 in Cizre und Diyarbakır getötet.[58]

### Montag, 11. Januar 2016
- Bagdad/Irak: Nach der Explosion einer Autobombe stürmen Unbekannte ein Einkaufszentrum in einem schiitischen Viertel der Stadt, töten mindestens 18 Menschen und nehmen bis zu 40 weitere als Geiseln. Irakische Sicherheitskräfte bringen die Situation unter Kontrolle. Dabei sterben zwei Angreifer, vier werden festgenommen. Auch im östlich von Bagdad gelegenen Ort al-Muqdadiyya werden bei terroristischen Anschlägen auf ein Kasino Dutzende Menschen getötet oder verletzt. Der Islamische Staat (IS) bekennt sich zu den Angriffen.[59]
- Madaya/Syrien: Zum ersten Mal seit drei Monaten erreichen mit Lebensmitteln und Medizin beladene Hilfskonvois die von Regierungstruppen des syrischen Machthabers Baschar al-Assad belagerte Stadt nahe der libanesischen Grenze. Schätzungsweise 42.000 Menschen sind dort seit mehr als einem halben Jahr eingeschlossen. Auch mehrere von islamistischen Rebellen belagerte Orte in der Provinz Idlib werden mit Gütern versorgt.[60]
- Nyon/Schweiz: Carli Lloyd und Lionel Messi werden als Weltfußballer des Jahres mit dem FIFA Ballon d’Or ausgezeichnet. Bei den Trainern gewinnen Jill Ellis und Luis Enrique.[61]

### Dienstag, 12. Januar 2016
- Istanbul/Türkei: Ein syrischer Selbstmordattentäter sprengt sich auf dem Sultan-Ahmed-Platz am Obelisken von Thutmosis III. in die Luft und reißt zehn Menschen mit in den Tod. Sieben weitere werden zum Teil schwer verletzt. Die türkische Regierung macht den Islamischen Staat (IS) für die Tat verantwortlich. Im Nachhinein wird bekannt, dass alle Opfer deutsche Staatsbürger sind.[62]

### Mittwoch, 13. Januar 2016
- Düsseldorf/Deutschland: Der Deutsche Fernsehpreis 2016 wird verliehen.
- Grenoble/Frankreich: In den französischen Alpen reist eine Lawine eine Schülergruppe mit sich und tötet mindestens drei Menschen. Ein Lehrer wird schwer verletzt. Die von den Betroffenen befahrene Piste war seit Beginn der Skisaison gesperrt.[63]
- Houston/Vereinigte Staaten: Beim Treffen der Teambesitzer der National Football League (NFL) wird mit 30 zu zwei Stimmen beschlossen, dass die St. Louis Rams nach Los Angeles umziehen. Auch die San Diego Chargers erhalten für ein Jahr die Option, ebenfalls nach Los Angeles zu ziehen.[64]
- Quetta/Pakistan: Bei einem Selbstmordanschlag auf eine Impfstation gegen Poliomyelitis sterben 14 Polizisten und ein Mitarbeiter des Innenministeriums. Zu dem Anschlag bekennen sich die Dschundollah und die Tehrik-i-Taliban Pakistan.[65]

### Donnerstag, 14. Januar 2016

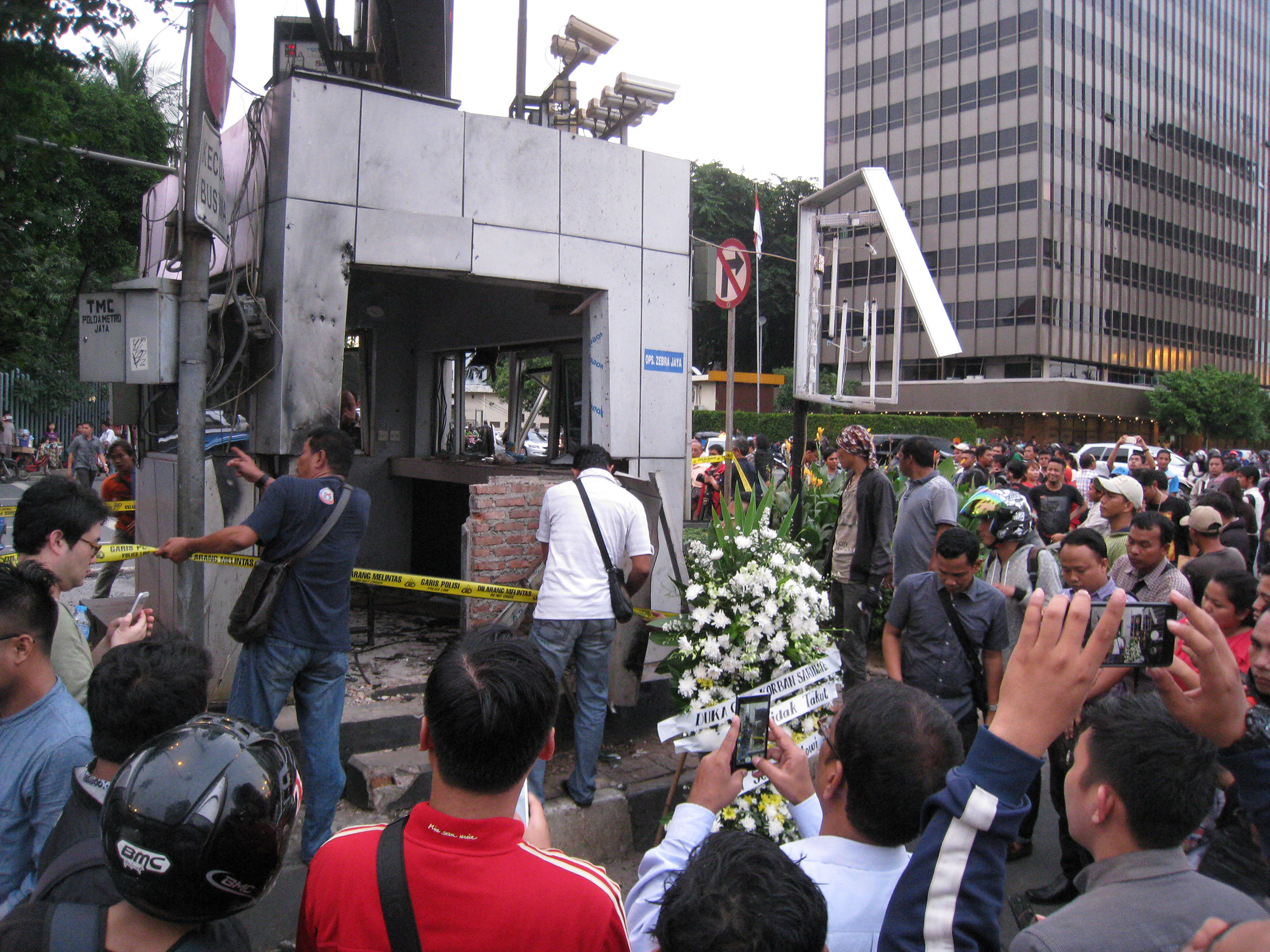
Die zerstörte Polizeistation in Jakarta

- Diyarbakır/Türkei: Bei der Explosion einer Autobombe vor einem Polizeirevier werden mindestens fünf Menschen getötet und weitere 22 verletzt.[66]
- Genf/Schweiz: Die Weltgesundheitsorganisation (WHO) erklärt die Ebolafieber-Epidemie in Westafrika, die etwa 11.300 Opfer gefordert hat, offiziell für beendet.[67][68]
- Jakarta/Indonesien: Bei einer Anschlagsserie im zentral gelegenen Stadtviertel Thamrin sterben sieben Personen, darunter alle fünf Attentäter. Die Anschläge richten sich ähnlich wie 2015 in Paris auf belebte Ziele wie zum Beispiel Cafés und Einkaufszentren. Der Islamische Staat (IS) übernimmt die Verantwortung für die Angriffe.[69][70]
- Paris/Frankreich: Infolge des Bekanntwerdens einer Razzia beim französischen Autobauer Renault, die eine Woche zuvor durch die staatliche Generaldirektion für Wettbewerb, Verbraucherschutz und Betrugsbekämpfung (DGCCRF) in Zusammenhang mit dem VW-Abgasskandal durchgeführt wurde, fällt der Aktienkurs des Unternehmens um bis zu 23 Prozent.[71]
- Universum: Ein internationales Forscherteam um Subo Dong vom Kavli-Institut für Astronomie und Astrophysik an der Peking-Universität gibt nach der Entdeckung der Supernova ASASSN-15lh am 14. Juni 2015 deren Auswertungen bekannt. Danach handelt es sich um die bisher hellste bekannte Sternexplosion, die je aufgezeichnet worden ist.[72][73]

### Freitag, 15. Januar 2016
- Krakau/Polen: Die diesjährige Handball-Europameisterschaft der Männer beginnt in der Tauron Arena Kraków.
- Ouagadougou/Burkina Faso: Bei einem Terroranschlag und anschließender Geiselnahme im Luxushotel Splendid und dem nahe gelegenen Café Cappuccino sterben 29 Personen. Bei der Erstürmung des Hotels können burkinische Streit- und französische Spezialkräfte 126 Geiseln befreien. Dutzende Menschen werden verletzt. Die Islamistengruppe al-Qaida des Islamischen Maghreb (AQMI) bekennt sich zu dem Angriff.[74]

### Samstag, 16. Januar 2016
- Flint/Vereinigte Staaten: Nach der Verseuchung des Trinkwassers mit Blei durch Entnahme aus dem Flint River ordnet US-Präsident Barack Obama auf Bitten von Gouverneur Rick Snyder den Umwelt-Notstand für den Bundesstaat Michigan aus, um Bundeshilfen wie die Bereitstellung von Trinkwasser, Wasserfilter und Test-Sets für eine Dauer von bis zu drei Monaten zu erhalten.[75]
- Taipeh/Taiwan: Bei der Präsidentenwahl in der Republik China und der Wahl des Legislativ-Yuans verliert die Kuomintang (KMT) erstmals die Mehrheit im Parlament. Als neue Präsidentin wird die Juristin Tsai Ing-wen von der Demokratischen Fortschrittspartei (DPP) gewählt, die ihr Amt im Mai 2016 antritt.[76]
- Wien/Österreich: Nachdem die Internationale Atomenergie-Organisation (IAEO) das Zurückfahren des iranischen Atomprogramms bestätigt und die Verpflichtungen aus dem im Juli 2015 vereinbarten Atomabkommen der 5+1-Gruppe (USA, China, Russland, Großbritannien und Frankreich plus Deutschland) erfüllt sind, werden die jahrelangen Wirtschafts- und Finanzsanktionen gegen den Iran durch die Europäische Union und den Vereinigten Staaten aufgehoben.[77]

### Sonntag, 17. Januar 2016
- Deir ez-Zor/Syrien: Nach Angaben der Syrischen Beobachtungsstelle für Menschenrechte (SOHR) werden bei einer Offensive der Terrororganisation Islamischer Staat mehr als 130 Menschen getötet, darunter mindestens 85 Zivilisten. Mehr als 400 Personen werden zudem entführt.[78]

### Montag, 18. Januar 2016

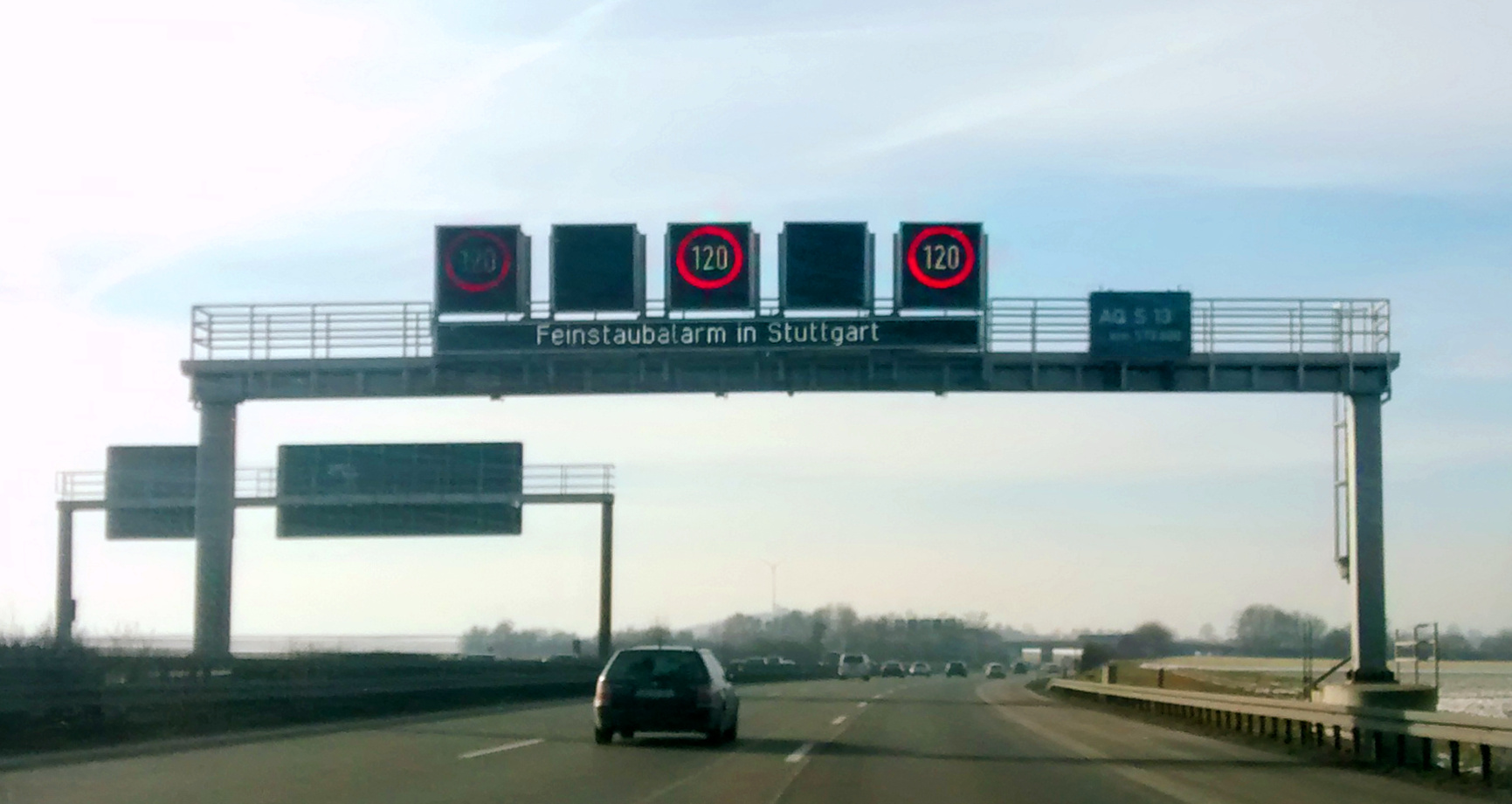
Verkehrsbeeinflussungsanlage mit der Anzeige Feinstaubalarm in Stuttgart am 28. Januar 2017 auf der A 81

- Stuttgart/Deutschland: Der Oberbürgermeister Fritz Kuhn (Grüne) ruft erstmals den Feinstaubalarm bis zum 21. Januar 2016 aus. Autofahrern wird empfohlen, möglichst auf die Verkehrsmittel des Umweltverbunds umzusteigen, zu Fuß zu gehen, Elektrofahrzeuge zu nutzen oder Fahrgemeinschaften zu bilden.[79]
- Valfréjus/Frankreich: Bei einer Skiübung französischer Fremdenlegionäre auf einer gesperrten Piste werden fünf Soldaten durch eine Lawine getötet. Bereits fünf Tage zuvor starben drei Menschen bei einem Lawinenabgang in Les Deux Alpes.[80]

### Dienstag, 19. Januar 2016
- Havanna/Kuba: Die kolumbianische Regierung und die marxistische Guerillabewegung FARC-EP einigen sich im gemeinsamen Friedensprozess darauf, die Vereinten Nationen und die Gemeinschaft der Lateinamerikanischen und Karibischen Staaten (CELAC) zu bitten, für ein Jahr lang die Waffenruhe in Kolumbien und die Entwaffnung der FARC zu kontrollieren.[81]

### Mittwoch, 20. Januar 2016
- Charsadda/Pakistan: Bewaffnete töten auf dem Gelände der Bacha-Khan-Universität mindestens 20 Studenten und Dozenten. Der Anschlag wird den radikalislamischen Tehrik-i-Taliban zugerechnet.[82][83]
- Davos/Schweiz: Das 46. Jahrestreffen des Weltwirtschaftsforums (WEF) beginnt.
- Frankfurt am Main/Deutschland: Die Deutsche Bank meldet zum Geschäftsjahr 2015 einen Rekordverlust vor Steuern von 6,1 Milliarden Euro.[84]
- Grafenegg/Österreich: Der Österreichische Filmpreis 2016 wird verliehen.
- Wien/Österreich: Mit der Einführung einer Obergrenze von 37.500 Asylbewerbern für 2016 reagiert die Bundesregierung auf die anhaltende Flüchtlingskrise. Zudem verstärken weitere 150 Soldaten des Bundesheeres die bereits 435 am Grenzübergang Spielfeld eingesetzten.[85][86]

### Donnerstag, 21. Januar 2016
- London/Vereinigtes Königreich: Der britische Richter Robert Owen gibt den Untersuchungsbericht im Fall Alexander Litwinenko bekannt und bezeichnet es als „sehr wahrscheinlich“, dass der russische Inlandsgeheimdienst FSB für den Mord im November 2006 in London verantwortlich ist. Zudem habe der russische Präsident Wladimir Putin dem Auftrag damals „wahrscheinlich“ zugestimmt.[87][88]
- Mogadischu/Somalia: Bewaffnete Kämpfer der islamistischen al-Shabaab-Miliz erschießen im Beach View Hotel und dem Lido-Seafood-Restaurant mehr als 20 Menschen. Bereits am 15. Januar 2016 hatten die Extremisten den Stützpunkt der AMISOM in El Adde (Ceel Cadde) in der Region Gedo attackiert.[89][90]

### Freitag, 22. Januar 2016

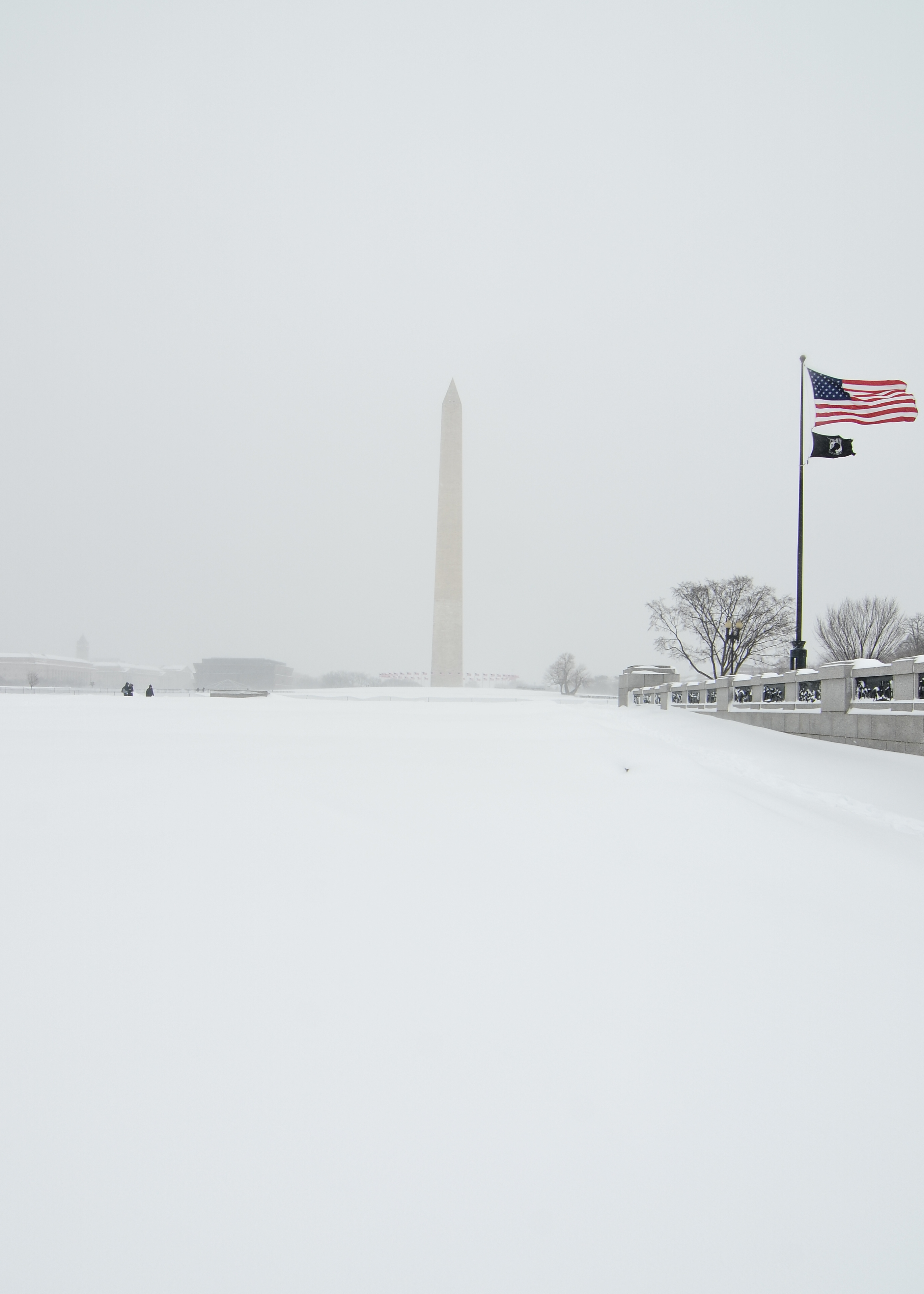
Das Washington Monument während des Blizzards

- La Loche/Kanada: Bei einem Amoklauf an der La Loche Community School in der Provinz Saskatchewan sterben vier Personen. Der Täter wird nach einem Schusswechsel mit der Polizei festgenommen.[91][92]
- Port Vila/Vanuatu: Bei den Parlamentswahlen erringen unabhängige Kandidaten die meisten Sitze.[93]
- Tunis/Tunesien: Infolge andauernder Unruhen und teilweise gewalttätigen Auseinandersetzungen zwischen Polizei und Demonstranten, ordnet die tunesische Regierung unter Premierminister Habib Essid für das ganze Land eine nächtliche Ausgangssperre an. Die Demonstranten fordern die Regierung seit Tagen auf, mehr gegen die steigende Arbeitslosigkeit und Armut zu tun und die grassierende Korruption zu bekämpfen. Frankreich hat dem Land unterdessen ein Hilfspaket über eine Milliarde Euro angeboten.[94]
- Washington, D.C./Vereinigte Staaten: In einem durch den Blizzard Jonas ausgelösten Verkehrschaos am Abend, das massiven Schneefällen und orkanartigen Winden folgt, kommen mindestens acht Personen in drei Bundesstaaten ums Leben. Hunderttausende Haushalte sind zudem ohne Strom. Die Personenbeförderung durch U-Bahnen und Busse wird bis auf Weiteres eingestellt. Bewohner der betroffenen Gebiete der Ostküste sind durch die Behörden aufgerufen, zu Hause zu bleiben.[95][96][97]

### Samstag, 23. Januar 2016
- Davos/Schweiz: Ende des 46. Jahrestreffens des Weltwirtschaftsforums, bei dem vor allem die Herausforderungen der sogenannten Vierten Industriellen Revolution thematisiert wurden.
- Rom/Italien: Zehntausende demonstrieren in mehr als 100 Städten friedlich für eine rechtliche Anerkennung gleichgeschlechtlicher Partnerschaften. Tage zuvor waren bereits Tausende Gegner der Homo-Ehe auf die Straße gegangen. Italien will den rechtlichen Status homosexueller Partnerschaften als letztes westeuropäisches Land revolutionieren. Kritik an dem Vorhaben kommt auch aus der katholischen Kirche.[98][99]
- Teheran/Iran: Der iranische Präsident Hassan Rohani und sein chinesischer Amtskollege Xi Jinping verkünden bei einem Gipfeltreffen eine massive Ausweitung der wirtschaftlichen und politischen Zusammenarbeit beider Staaten. Auch der gemeinsame Kampf gegen den islamistischen Extremismus im Nahen Osten steht im Gespräch.[100]

### Sonntag, 24. Januar 2016
- Lissabon/Portugal: Mit rund 53 Prozent der Stimmen und somit absoluter Mehrheit gewinnt der konservative Politiker Marcelo Rebelo de Sousa (PSD) die Präsidentschaftswahl.[101]

### Montag, 25. Januar 2016
- Den Haag/Niederlande: Die europäische Polizeibehörde Interpol warnt zum ersten Mal vor möglicherweise großangelegten Terroranschlägen durch den Islamischen Staat (IS). Die islamistische Miliz verfüge demnach über „neue gefechtsartige Möglichkeiten“ und richte ein besonderes Augenmerk auf verschiedene Ziele in Europa.[102]
- New York City/Vereinigte Staaten: Der US-amerikanische Autozulieferer Johnson Controls kündigt die Übernahme des irischen Brandschutz- und Sicherheits-Anbieters Tyco International an.[103]
- Rom/Italien: Der iranische Präsident Hassan Rohani sowie mehrere Minister und eine Wirtschaftsdelegation beginnen eine geplante viertägige Europareise, um unter anderem in Italien und Frankreich für verschiedene Wirtschaftsabkommen und Investitionen im Iran zu werben. Außerdem ist ein weiteres Treffen mit Papst Franziskus im Vatikan geplant.[104]

### Dienstag, 26. Januar 2016
- Berlin/Deutschland: Wegen massiver Kritik an der Einsatzbereitschaft der Bundeswehr und Mängeln in deren Ausrüstung, kündigt Bundesverteidigungsministerin Ursula von der Leyen eine Gesamtinvestition von 130 Milliarden Euro über einen Zeitraum von 15 Jahren an und fordert eine Erhöhung des allgemeinen Wehretats.[105]
- Brasília/Brasilien: Um eine weitere Ausbreitung des hauptsächlich von Stechmücken übertragenen Zika-Virus zu vermeiden und dieses auszurotten, setzt das lateinamerikanische Land Hunderttausende Soldaten ein, die der Mücke mit Gift und anderen Maßnahmen entgegenwirken sollen. Das sich rasant verbreitende Virus steht im wachsenden Verdacht des direkten Zusammenhangs mit Schädelfehlbildungen bei Neugeborenen.[106]
- Burns/Vereinigte Staaten: Nach mehr als dreiwöchiger Besetzung des Malheur National Wildlife Refuge durch eine bewaffnete Miliz und andere Aktivisten kommt es zu einem Schusswechsel mit der Polizei, bei dem ein Besetzer getötet und mindestens sieben weitere, darunter auch der Anführer des Protestgruppe, festgenommen werden.[107]
- Homs/Syrien: Bei einem Doppelanschlag nahe einem militärischen Kontrollposten der syrischen Armee kommen mindestens 20 Menschen ums Leben. Der Islamische Staat (IS) bekennt sich zu der Tat.[108]
- Kopenhagen/Dänemark: Das dänische Parlament billigt eine Verschärfung des Asylgesetzes, die beispielsweise eine Erschwerung des Familiennachzuges und eine Verkürzung der Dauer von Aufenthaltsgenehmigungen nach sich zieht. UN-Generalsekretär Ban Ki-moon kritisiert den Beschluss.[109][110]

### Mittwoch, 27. Januar 2016

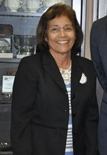
Hilda Heine

- Brüssel/Belgien: Der Vizepräsident der Europäischen Kommission, Valdis Dombrovskis, wirft der griechischen Regierung „ernsthafte Vernachlässigungen“ und „schwerwiegende Mängel“ beim Schutz der EU-Außengrenzen und der Registrierung von Flüchtlingen vor und droht Griechenland mit einem vorläufigen Ausschluss aus dem Schengen-Raum.[111]
- Frankfurt am Main/Deutschland: Im Zuge möglicher Schmiergeldzahlungen, die im Vorfeld der WM-Vergabe 2006 vom Deutschen Fußball-Bund (DFB) ausgegangen sein sollen, kommt die den Fall untersuchende Kanzlei Freshfields zu dem Schluss, dass der DFB mögliche Hinweise auf Korruption und andere dubiose Geschäfte jahrelang systematisch verschleiert hat.[112]
- Majuro/Marshallinseln: Nachdem Präsident Casten Nemra am Vortag über einen Misstrauensantrag gestürzt war, wird Hilda Heine mit 24 von 33 Stimmen als seine Nachfolgerin gewählt. Sie ist das erste weibliche Staatsoberhaupt der Marshallinseln und tritt ihr Amt am Folgetag an.[113]

### Donnerstag, 28. Januar 2016
- Berlin/Deutschland: Der Deutsche Bundestag beschließt mit überwiegender Mehrheit eine Fortsetzung und Erweiterung der Beteiligung bewaffneter deutscher Streitkräfte an der Multidimensionalen Integrierten Stabilisierungsmission der Vereinten Nationen in Mali (MINUSMA) und der Fortsetzung der Beteiligung zur Ausbildungsunterstützung der Sicherheitskräfte der Regierung der Region Kurdistan-Irak und der irakischen Streitkräfte.[114][115]
- Den Haag/Niederlande: Vor dem Internationalen Strafgerichtshof beginnt der Prozess gegen den früheren Präsidenten der Elfenbeinküste, Laurent Gbagbo, und den ehemaligen Jugendminister Charles Blé Goudé.[116]
- Genf/Schweiz: Die Generaldirektorin der Weltgesundheitsorganisation (WHO), Margaret Chan, warnt bei einem Sondertreffen vor der explosionsartigen Verbreitung des durch eine Moskitoart übertragenen Zika-Virus in 23 Staaten. Ein Zusammenhang zwischen der Verbreitung des Virus und einer Zunahme der Schädelfehlbildungen bei Neugeborenen werde stark vermutet. Bislang sind fünf Deutsche am Zika-Virus erkrankt.[117][118]

### Freitag, 29. Januar 2016
- Genf/Schweiz: Beginn der erneuten Friedensgespräche zu Syrien unter Vermittlung der Vereinten Nationen (UN). Die syrische Opposition kündigt ihre Nichtteilnahme an den Verhandlungen an und begründet die Absage damit, dass vorherige Forderungen im syrischen Kriegsgebiet nicht zufriedenstellend beantwortet wurden.[119]
- Seattle/Vereinigte Staaten: Eine Boeing 737 Max 8 mit der Bezeichnung Spirit of Renton absolviert erfolgreich ihren Erstflug; sie ist mit LEAP-1B-Mantelstrom-Flugzeugtriebwerken des Herstellers CFM International ausgestattet.[120]

### Samstag, 30. Januar 2016
- Addis Abeba/Äthiopien: Gipfeltreffen der Afrikanischen Union (AU). Eines der Themen ist die geplante Entsendung einer Friedenstruppe nach Burundi.[121]
- New York/Vereinigte Staaten: Der stellvertretende Generalsekretär für den Außendienst der Vereinten Nationen, Anthony Banbury, teilt auf einer Pressekonferenz mit, dass sich 2015 in mindestens 69 Fällen UN-Soldaten des sexuellen Missbrauchs und der Ausbeutung schuldig gemacht haben, darunter 22 Fälle in der Zentralafrikanischen Republik.[122]
- Reggio Calabria/Italien: In einem Betonbunker nahe Maropati fasst die Polizia di Stato die seit mehreren Jahren gesuchten Bosse der kalabrischen ’Ndrangheta, Giuseppe Crea und Giuseppe Ferraro. Der 37-jährige Crea war seit zehn Jahren auf der Flucht, der 48-jährige Ferraro seit 18 Jahren.[123][124]
- Rom/Italien: Zehntausende Menschen demonstrieren in der Hauptstadt erneut gegen die von der Regierung unter Ministerpräsident Matteo Renzi (PD) geplante Einführung eingetragener Lebenspartnerschaften für homosexuelle Paare. Auch Mitglieder der Regierung, darunter Innenminister Angelino Alfano von der christdemokratischen Nuovo Centrodestra (NCD) und Umweltminister Gian Luca Galletti von der christdemokratischen Unione di Centro (UdC) sowie Vertreter italienischer Bistümer beteiligen sich an der Demonstration.[125]

### Sonntag, 31. Januar 2016
- Damaskus/Syrien: Bei drei Anschlägen der Terrororganisation Islamischer Staat (IS) im überwiegend von Schiiten bewohnten Stadtteil Sayeda Zeinab werden nach amtlichen Angaben mindestens 45 Menschen getötet und mehr als 110 verletzt.[126]
- Krakau/Polen: Die deutsche Männer-Handballnationalmannschaft gewinnt das Finale der 12. Handball-Europameisterschaft.[127]
- Maiduguri/Nigeria: Bei Angriffen der islamistisch-terroristischen Boko Haram werden in dem Dorf Dalori mindestens 65 Menschen getötet.[128]

## Weblinks

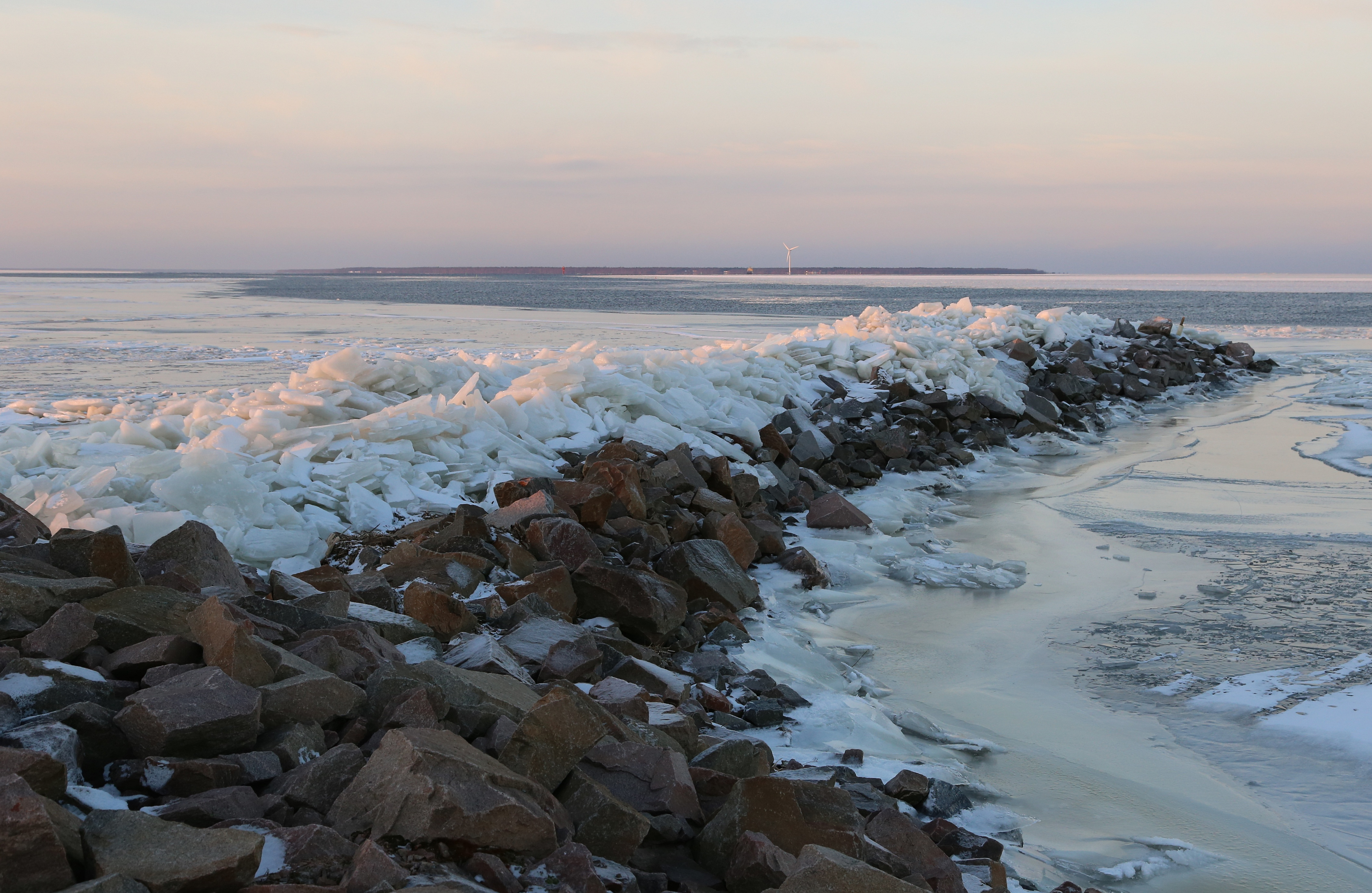
Finnland im Januar 2016